# 630
Évszázadok: 6. század – 7. század – 8. század
Évtizedek: 580-as évek – 590-es évek – 600-as évek – 610-es évek – 620-as évek – 630-as évek – 640-es évek – 650-es évek – 660-as évek – 670-es évek – 680-as évek
Évek: 625 – 626 – 627 – 628 –  629 – 630 – 631 – 632 – 633 – 634 – 635

## Események

### Bizánci Birodalom
- Hérakleiosz császár Palesztinába megy, ahol előbb megbocsátja a zsidóknak hogy a háborúban a perzsákat támogatják, majd meggondolja magát és megtiltja nekik hogy három mérföldnél közelebb menjenek Jeruzsálemhez. A császár nagy ünnepség keretében visszaviszi a Szent keresztet Jeruzsálembe. Országszerte pogromok törnek ki a zsidók ellen, sokukat legyilkolják. Hérakleiosz rendeletet ad ki a zsidók – akár erőszakos – megkereszteléséről (és egy levelében erre biztatja Dagobert frank királyt is) de rendeletét csak Karthágóban hajtják ténylegesen is végre.

### Európa
- Meghal Richberht, Kelet-Anglia pogány királya. Utóda a keresztény Sigeberht, aki galliai száműzetésből tér vissza. Sigerberht uralkodótársának nevezi ki unokaöccsét, Ecgricet.
- Eadbald kenti király lánya, Eanswith Folkestone-ban megalapítja az első angliai női kolostort.
- Egy helyi lázadásban megölik Rusticust, Cahors püspökét. Helyét öccse, Desiderius (Didier) foglalja el, aki egyúttal I. Dagobert király kincstárnoka.

### Perzsia
- A Szászánida Birodalmat végzetesen meggyengítette a hosszas bizánci háború. A sah a 9 éves III. Ardasír, a főnemesek egymás ellen intrikálnak, a lakosságot pestis pusztítja. Sarbaraz hadvezér bizánci támogatással 6 ezer katonájával megostromolja és elfoglalja a fővárost, Ktésziphónt. III. Ardasírt megölik, a trónt Sarbaraz foglalja el. Negyven nappal később Sarbarazt egy ünnepségen meggyilkolják, és az egyik főnemesi párt vezetője, Farruk Hurmuz II. Huszrau korábban kivégzett sah lányát, Borandohtot ülteti a trónra. Uralmát hamarosan megdönti a rivális frakció, amely Sarbaraz fiát, Sápurt helyezi az állam élére, majd őt hamarosan Boran nővére, Ázarmídoht követi.
- A kazárok betörnek Perzsa-Örményországba és csapdába csalva elpusztítják az ellenük küldött tízezres lovassereget.

### Közép-Ázsia
- A nyugati türkök kagánját, Tong Jabgut nagybátyja, Külüg Szibir meggyilkolja és magát kiáltja ki kagánnak. Az állam belháborúba sodródik és hamarosan szétesik.
- A kínaiak legyőzik a keleti türköket, Illig kagánt a fővárosba, Csanganba viszik. Taj-cung császár megkíméli a kagán életét, de házi őrizetben tartja. A Keleti Türk Kaganátus megszűnik létezni, a türkök részben behódolnak a kínaiaknak, vagy a nyugati türkökhöz és a környező nomád népekhez menekülnek.

### Arábia
- Januárban Mohamed 10 ezres sereggel vonul Mekka ellen. Egy kisebb összecsapás után a Mekkát birtokló Kurajs törzs kapitulál.[1] Az arab törzsek többsége behódol Mohamednek és áttér az iszlámra.
- Mohamed próféta a hunajni csatában legyőzi és meghódoltatja a Kajsz arab törzset. Ezután ostrom alá veszi Taif városát, de a bevetett ostromgépek ellenére vissza kell vonulnia.

## Születések
- november 7. – II. Kónsztasz, bizánci császár
- Fauszta, II. Kónsztasz felesége
- III. Sigebert, frank király
- Conon, római pápa

## Halálozások
- III. Aradasír, Szászánida sah
- Sarbaraz, Szászánida sah
- Ricberht, kelet-angliai király

## Fordítás
- Ez a szócikk részben vagy egészben  a(z)   630 című angol Wikipédia-szócikk ezen változatának fordításán alapul.  Az eredeti cikk szerkesztőit annak laptörténete sorolja fel. Ez a jelzés csupán a megfogalmazás eredetét és a szerzői jogokat jelzi, nem szolgál a cikkben szereplő információk forrásmegjelöléseként.